# Seversky SEV-3
Seversky SEV-3 là một loại máy bay thủy bộ 3 chỗ của Hoa Kỳ, đây là chiếc máy bay đầu tiên do hãng Seversky Aircraft Corporation thiết kế chế tạo.

## Quốc gia sử dụng
Spain
- Không quân Cộng hòa Tây Ban Nha

 Colombia
- Không quân Colombia

## Biến thể
SEV-3XAR
SEV-3XLR
SEV-3MWW

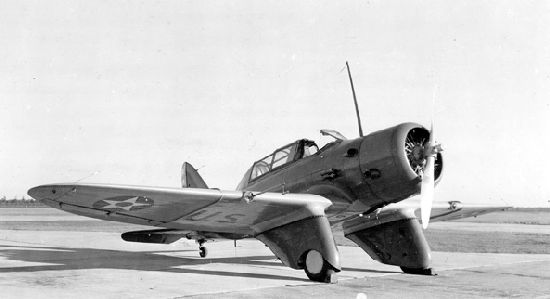
BT-8

## Tính năng kỹ chiến thuật (BT-8)
Dữ liệu lấy từ  Hoa Kỳ Military Aircraft since 1909
Đặc điểm tổng quát
- Kíp lái: 2
- Chiều dài: 24 ft 4 in (7.42 m)
- Sải cánh: 36 ft 0 in (10.98 m)
- Diện tích cánh: 220 ft2 (20.4 m2)
- Trọng lượng rỗng: 3.017 lb (1.317 kg)
- Trọng lượng có tải: 4.050 lb (1.841 kg)
- Động cơ: 1 × Pratt & Whitney R-985-11 Waspo Junior, 450 hp (336 kW) mỗi chiếc

Hiệu suất bay
- Vận tốc cực đại: 175[2] mph (282 km/h)